# 特罗伊茨凯 (别尔江斯克区)
47°4′19″N 36°51′40″E / 47.07194°N 36.86111°E
特罗伊茨凯（烏克蘭語：Троїцьке），2016年前称卡尔·马克思村（烏克蘭語：Карла Маркса），是位於烏克蘭東南部的村莊，由扎波羅熱州別爾江斯克區的貝雷斯托韋市鎮負責管轄。該村始建於1836年，面積5.28平方公里，海拔高度49米，2001年人口917，人口密度每平方公里173.7人。